# Рачунарски факултет Универзитета Унион
Рачунарски факултет (скраћено РАФ) је информатички факултет Универзитета Унион. Један је од најквалитетнијих факултета рачунарских наука у Србији и један од најтраженијих по броју пријављених студената. Тренутна деканка је Бојана Б. Димић Сурла.

## Историја
Након петнаестогодишњег искуства, великог броја полазника, сертификованих IT професионалаца, фирма CET — Computer Equipment and Trade одлучила је да понуди и високо образовање у области рачунарства, оснивањем Рачунарског факултета.
На основу решења 612-00-1/03-01 издатог 19. јуна 2003. године, од стране Републичког Савета за развој универзитетског образовања, CET је овлашћен да оснује Рачунарски факултет. Рачунарски факултет Универзитета Унион уписан је у судски регистар Трговинског суда у Београду 10. јула 2003. године, регистарски уложак број 5-741-00. Министарство просвете и спорта издало је Решење којим се утврђује да Рачунарски факултет Универзитета Унион у Београду испуњава кадровске, просторне и техничке услове за почетак рада и обављање прве године основних студија — број: 022-05-00204/2003-04, од 19. новембра 2003. године.
Министарство просвете и спорта Републике Србије дало је сагласност на План и програм основних студија на Рачунарском факултету Универзитета Унион, које трају четири године, дана 24. фебруара 2004. године под бројем 612-00-00113/2002-04. Министарство просвете и спорта издало је Решење којим се утврђује да Рачунарски факултет у Београду испуњава кадровске, просторне и техничке услове за почетак рада и обављање друге, треће и четврте године основних студија — број: 119-05-00152/2004-04, од 29. септембра 2004. године.
Министарство просвете и спорта Републике Србије дало је сагласност на План и програм магистарских студија на Рачунарском факултету, дана 12. септембра 2005. године под бројем 612-00-219/2005-04 за смерове: рачунарске науке, рачунарско инжењерство, софтверско инжењерство, информациони системи.
На основу Правилника о врсти образовања наставника и стручних сарадника у гимназији информатичког смера („Сл. гласник РС – Просветни гласник”, бр. 4/2006 и 2/2008) дипломирани студенти Рачунарског факултета Универзитета Унион могу изводити наставу и друге облике образовно-васпитног рада у гимназијама информатичког смера.
Одлуком Комисије за акредитацију и проверу квалитета (IV циклус) Националог савета за високо образовање, Рачунарски факултет је успешно завршио 2009. процес прве акредитације. Рачунарски факултет је према решењу бр. 612-00-1424/2008-04 акредитован као установа и акредитовано је седам студијских програма у два поља — природно-математичко и техничко-технолошко поље. Министарство просвете Републике Србије је 2011. године Рачунарском факултету издало дозволу за рад број 612-00-00956/2010-04.